# Eagle (Kolorado)
Eagle – miasto w Stanach Zjednoczonych, w stanie Kolorado, siedziba administracyjna hrabstwa Eagle.

## Demografia
W roku 2000 miasto zamieszkiwały 3032 osób, a gęstość zaludnienia wynosiła 497 osób/km². W roku 2023 liczba mieszkańców wzrosła do 7391 osób, a gęstość zaludnienia przekroczyła 1210 osób/km². Na przestrzeni niespełna ćwierćwiecza zaludnienie Eagle zwiększyła się prawie 2,5-krotnie.